# Colin McRae
Colin McRae (rođen u Lanarku, Škotska, 5. kolovoza, 1968. – 15. rujna 2007.), sin poznatog vozača reli utrka Jimmy McRaea, bivši svjetski reli prvak (engl. WRC - World Rally Championship).
Svjetski prvak bio je 1995.g., drugoplasirani 1996.g., 1997.g., 2001.g. i treće plasirani 2001.g. u Svjetskom prvenstvu u reliju. Momčadi Subaru pomogao je do naslova momčadskog prvaka svijeta u reliju 1995.g., 1996.g. i 1997.g., a momčadi Citroën 
2003.g. 
1996.g kraljica Velike Britanije, Elizabeta II. dodijelila mu je titulu MBE (Member of the British Empire).

## Životopis
Colin je svoju reli karijeru počeo 1986.g. vozeći automobil model Talbot Sunbeam, kao stalni natjecatelj u Reli prvenstvu Škotske. Zbog svog stila vožnje Colin je često uspoređivan s poznatim finskim reli vozačem Ari Vatanenom. Colin je ubrzo napredovao na bolje modele vozila, prvo Vauxhall Nova, pa zatim i Ford Sierra XR 4x4.
Prvi nastup na Svjetskom prvenstvu u reliju zabilježio je 1987.g. na Švedskom Reliju. 1989.g. ponovno je nastupio na relijima u Švedskoj i Novom Zelandu. 1991.g. postao je član britanske momčadi Prodrive Subaru koja se natjecala na Britanskom prvenstvu u reliju. Colin je bio dvostruki prvak Velike Britanije u reliju 1991.g. i 1992.g. Prema neslužbenim informacijama Colin McRae je poginuo zajedno sa svojim petogodišnjim sinom u helikopterskoj nesreći 15. rujna 2007. nedaleko od obiteljske kuće u Lanarkshire-u.

## Svjetsko prvenstvo u reliju (WRC)
McRae je osvoji svoju prvu reli utrku 1993.g. vozeći Subaru Imprezu koji je pripremila momčad Prodrivea na Reliju Novi Zeland. Nakon toga sudjelovao je u momčadi Subaru u tri momčadska naslova, uključujući i svoj naslov u konkurenciji vozača 1995.g. koji je osvojio u uzbudljivoj završnici protiv momčadskog kolege i svjetskog prvaka Carlos Sainza. 
U idućim godinama Colin je promijenio momčad nekoliko puta bez ponavljanja prijašnjih uspjeha.
Colin je prešao u momčad M-Sport Ford 1999.g., gdje je vozio tada novi Ford Focus WRC model, a 2003.g. Colin preali u novu obećavajuću momčad Citroëna.  
Sezone 2004. nije potpisao ugovor niti za jednu momčadu čime je njegova karijera u Svjetskom prvenstvu u reliju prekinuta, iako se nikada nije službeno povukao u mirovinu.

## Zanimljivosti
- Ime vozača Colin McRaea nosi i poznati serijal igara za razne platforme proizvođača Codmastersa vezan uz simulacije reli utrka
- Colinov brat Alister, je također profesionalni reli-vozač koji je zabilježio dobre rezultate uključujući pobjedu u Britanskom prvenstvu u reliju 1995.g.
- Nastupio je na Reliju Dakar vozeći Nissan kamion
- 7. kolovoza 2006.g. nastupio je za momčad Subaru zajedno sa svojim suvozačem Nicky Gristom u prvom uživo američkom reliju kao dio X-Gamesa. Pedesetak metara prije kraja spektakularno su okrenuli u zraku svoju Imprezu. Ipak su jako oštećeni automobil uspjeli dovesti cilju kao drugi.

## Vanjske poveznice
- Colin McRae službene internet stranice (engl.)
- Codemasters (engl.)
- Colin McRae službeni brand sportske opreme (engl.)